# 杵屋佐篠
杵屋 佐篠（きねや さしの、本名：東條 淑恵、1934年（昭和9年）1月27日 - ）は、日本の三味線奏者。徳島県立高等女学校（現在の徳島県立城東高等学校）卒業。徳島県徳島市出身。徳島県邦楽協会会長。

## 経歴
徳島県徳島市で生まれる。徳島県立高等女学校（現在の徳島県立城東高等学校）卒業。長唄グループの徳島佐苗会を主宰。
2005年（平成17年）に文部科学大臣表彰（地域文化功労者）を受賞。2007年（平成19年）には徳島県文化賞を受賞する。2008年（平成20年）、徳島県邦楽協会の会長（2代目）に就任。2021年（令和3年）、長唄の佐門会家元である5代目杵屋佐吉が制作した「ぞめき」の編曲を担当し、阿波おどり会館で披露した。

## 受賞歴
- 2005年 - 地域文化功労者文部科学大臣表彰
- 2007年 - 徳島県文化賞